# Ihor Kostenko
Ihor I. Kostenko (Ігор Ігорович Костенко)  (n. 31 decembrie 1991, Zubreț, regiunea Ternopil, Ucraina – d. 20 februarie 2014, Kiev) a fost un jurnalist ucrainean, student la geografie, wikipedist și activist Euromaidan. A fost ucis în timpul confruntărilor de pe strada Institutskaia (Інститутська).

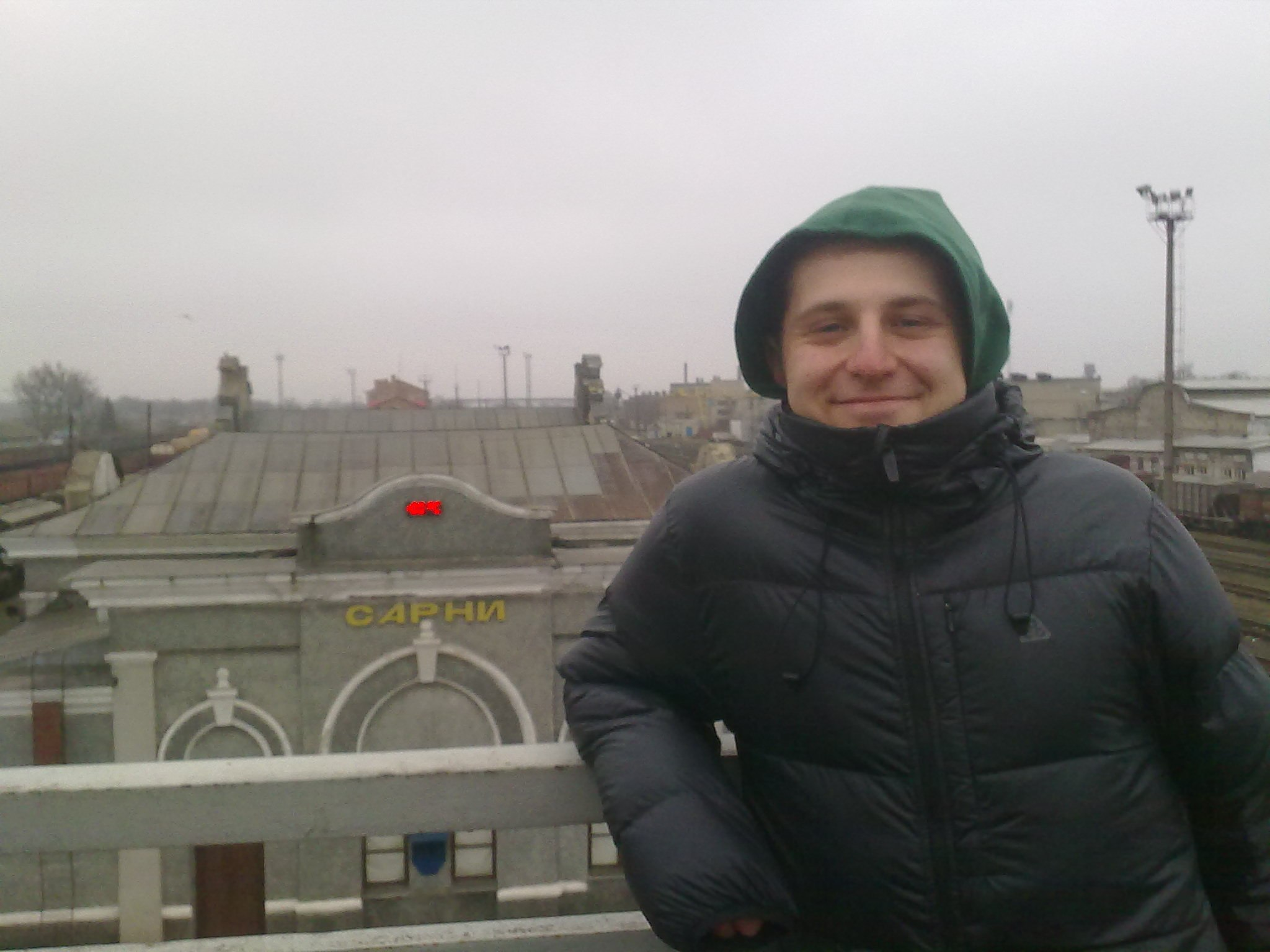

A lucrat ca jurnalist la „Sportanalitik”.
Corpul acestuia a fost găsit în apropierea Palatului Jovtnevii, fiind al doilea jurnalist care a murit în urma confruntărilor din Kiev.